# Silvio Fernández Melgarejo
Silvio Fernández Melgarejo, más conocido por su nombre artístico Silvio (La Roda de Andalucía, 8 de agosto de 1945-Sevilla, 1 de octubre de 2001), fue un cantante español que se convirtió en uno de los exponentes del llamado rock sevillano, consideración que logró mucho antes de su fallecimiento.
Fue un personaje muy popular en su ciudad, objeto de diferentes mitos urbanos y multitud de anécdotas. Fue considerado por muchos como un músico de culto y muy admirado por diferentes artistas, entre ellos Miguel Ríos, Luz Casal, Enrique Bunbury —quien ha grabado e interpretado en directo una versión de Rezaré, quizás la canción más conocida de Silvio—, Santiago Auserón, Raimundo Amador o Joaquín Sabina, entre otros.

## Biografía
Silvio nació de manera casual en el cuartel de la Guardia Civil de La Roda de Andalucía,  unas horas antes de que estallara la segunda bomba atómica sobre Nagasaki, en la provincia de Sevilla. Se trasladó a los pocos días a la capital. Su padre era un redactor jefe del diario ABC de Sevilla, Antonio de los Santos, que firmaba con el pseudónimo de Silvio. Su madre, Eva Fernández, era de origen gitano y del municipio de Coria del Río. La única hermana de Silvio, Evita, se suicidó con 20 años cuando Silvio tenía 27.

### Sus comienzos
Silvio empieza como batería; esta vocación le venía de su pasión por la Semana Santa, cuando se colocaba al lado de los tambores de las bandas de música. Sus dos primeros grupos fueron Los X-5 (1963) y Los 5 Mercurys (1964-1965). Como batería ya destacaba en la escena musical sevillana de los primeros sesenta por sus espectaculares solos y su actitud de showman sobre el escenario. Sus influencia musicales eran Elvis Presley, The Shadows, The Beatles, Adriano Celentano, Antonio Molina y The Platters, entre otros.
Después de estos primeros grupos, formaría parte por un tiempo breve de Gong (1968) y del grupo pionero del rock psicodélico y de la fusión flamenca en España, Smash (1970), como bajista y percusionista respectivamente. De hecho, en una entrevista que le realizó Àngel Casas para el programa Musical Express de TVE en 1981, Silvio afirma que la idea de la fusión entre flamenco y rock era suya.

### Matrimonio
Abandona la música de forma temporal tras contraer matrimonio con Carolyn Williams —una rica heredera aristócrata del Reino Unido— en la iglesia del Cachorro del barrio de Triana. El matrimonio trasladó su residencia a Marbella y duró dos años. De este matrimonio nació un hijo, Sam Fernández. La historia de este matrimonio era una de esas leyendas urbanas que en Sevilla rondaban en torno a Silvio y nunca se confirmó su veracidad hasta la aparición de Carolyn y Sam Fernández en la película documental sobre Silvio, A la diestra del cielo (2007): ambos explican lo acontecido y Sam Fernández —quien nunca había sabido nada de la carrera musical de su padre— cuenta que, al igual que su padre, es cantante tras haberse desempeñado como batería.
Debido a la ley franquista en la que la esposa no podía sacar dinero del banco, el dinero que mensualmente ingresaba la familia de Carolyn debía ser retirado cada mes del banco por el marido, en este caso Silvio. Una de las veces que fue a sacar la mensualidad del banco se fue con un amigo directamente al aeropuerto de Málaga y de allí salieron en el primer avión listo para despegar con destino europeo. Sin llegar a salir de los aeropuertos continuó este particular periplo por toda Europa, cogiendo uno detrás de otro el primer avión que iba saliendo y, por supuesto, sin parar de beber durante todo el trayecto, así hasta que se le terminó el dinero. Esos desfases de Silvio afectaron a la relación con su esposa, a tal punto que Carolyn se marchó con su hijo para no volver, lo cual supuso un duro golpe para Silvio, a lo que se uniría el suicidio de su hermana poco tiempo después.
Estos hechos marcan los inicios de una segunda etapa en la vida de Silvio, cuando desarrolla su carrera musical como cantante, una etapa marcada por estas tragedias y también por el aspecto alegre, despreocupado y de fiesta constante que Silvio presentaba.

### Su carrera como solista
Silvio se convierte definitivamente en cantante a finales de los setenta con el grupo Silvio y Luzbel, al que siguieron otras tres formaciones: Barra Libre, Silvio y Sacramento —con quienes obtiene su época de mayor popularidad— y Silvio con sus Diplomáticos. Entre 1980 y 1999 grabó cinco discos, en los que se mezclaban temas propios con versiones de clásicos de las décadas de los 50 y 60, combinando rock americano, canciones italianas y otros estilos, haciéndolo en cualquier idioma que de forma libre e imaginaria se le venía a la cabeza, ya fuera el español, el inglés, francés, portugués o italiano, improvisando de una forma muy personal, efectiva y característica; esto hizo que sus discos tuvieran un distintivo inimitable. Un genio en este aspecto, ya que pocos pueden presumir del ingenio y el talento de Silvio para crear canciones tan surrealistas en letra y, al mismo tiempo, comerciales y de gran calidad.
Algunos de sus temas más conocidos están dedicados o incluyen menciones a temas locales, como las vírgenes o el Rey San Fernando, aunque desde la perspectiva del rock, lo cual creaba una visión inclasificable. Una de sus canciones más famosas es Rezaré —una versión de Preghero, de Adriano Celentano, a su vez versión de Stand By Me, de Ben E. King—, que dedica a varias imágenes marianas de la Semana Santa de Sevilla. Algunos críticos musicales dicen de esta canción que es el broche a lo que se llamó, Rock mariano y que se inició con la canción compuesta por el músico, productor musical, escritor y batería de Silvio Pive Amador La Pura Cocepción - Swing Maria.
Otro de los sellos más representativos de la carrera de Silvio fueron sus imprevisibles directos, conciertos que dejaba abiertos a la inspiración del momento y en donde podían darse todo tipo de situaciones, poseía una magia especial y un gran dominio del escenario, mostrando siempre una enorme cercanía y conexión con el público, como reconoce Luz Casal en un documental dedicado a Silvio, A la diestra del cielo.
Estos conciertos eran una de las cualidades más apreciadas por sus seguidores y uno de los principales factores que le hicieron un personaje tan popular y querido en Sevilla, ya que conseguía reunir a todo tipo de público en ellos. A través de sus conciertos y canciones, Silvio conseguía el fenómeno de aglutinar a todo tipo de edades, estratos sociales, tendencias políticas y tribus urbanas. De hecho Pive Amador habla de Triángulo Silviano o Sílvico al territorio que ocupaba el <<Reino Taifa de Sevilla>> de Al-Mutádid que <<comprendía las provincias de Cádiz, Huelva, Sevilla y el Algarve>> y donde Silvio desempeño casi toda su carrera.
Actuó en directo junto con otros grandes de la canción, como Joaquín Sabina, Ketama, Loquillo y los Trogloditas, en la inauguración de Cartuja '93 situado en la Cartuja de Sevilla.

### Silvio como personaje popular de Sevilla

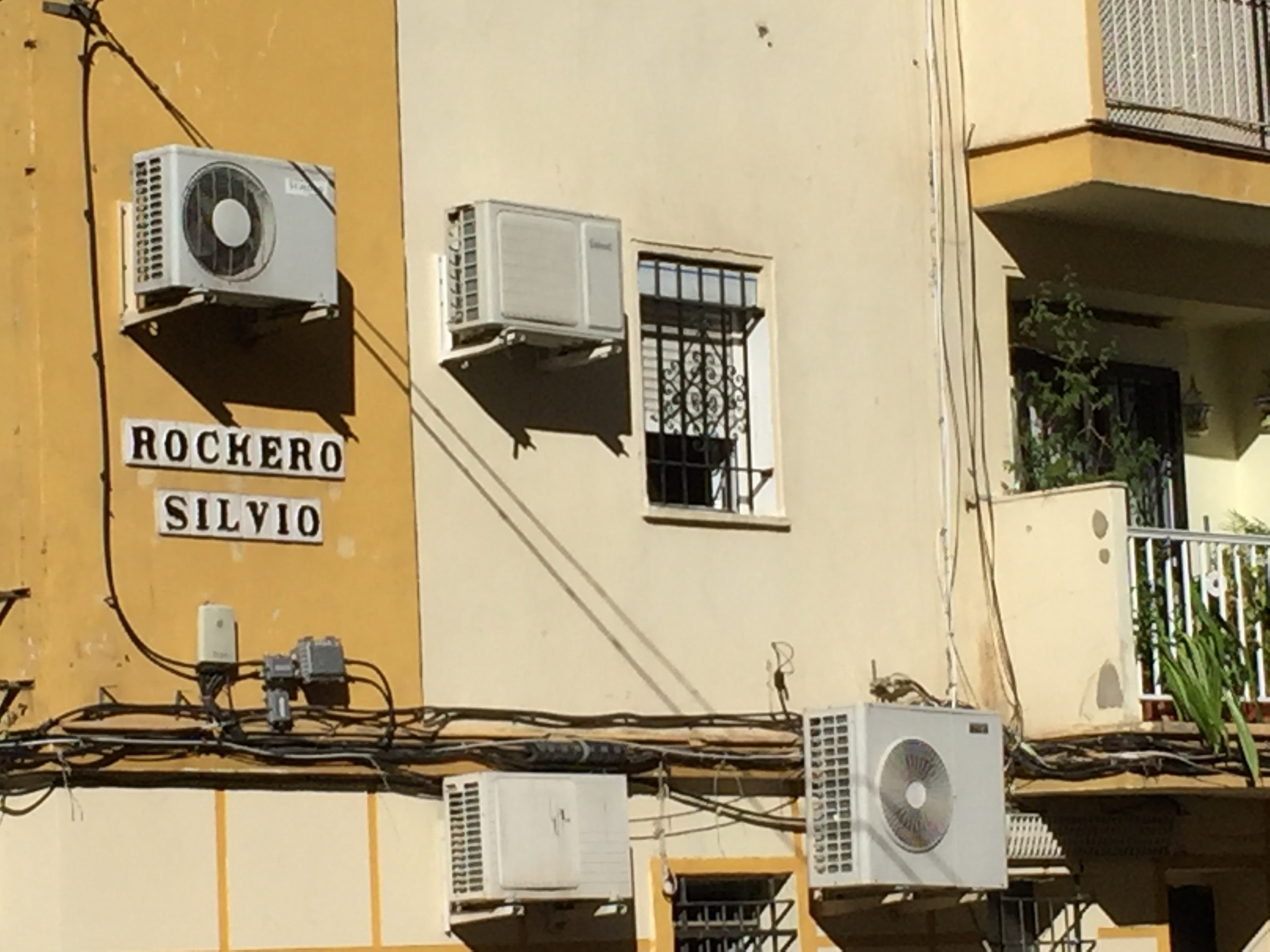
Calle Rockero Silvio en el barrio de Los Remedios de Sevilla.

La vida de Silvio formaba parte de las leyendas urbanas de Sevilla al mismo tiempo que él estaba en vida, se contaban aventuras y extravagantes anécdotas que en muchos casos podían parecer inciertas. Aparte de este hecho, su historia ofrecía muchas lagunas, tales como el periodo en que vivió en Ámsterdam. Todos estos aspectos biográficos fueron investigados, confirmados y muchos de ellos descubiertos en el largometraje documental sobre la vida de Silvio A la diestra del cielo de Francisco Bech; a partir de la publicación de este trabajo, se puede relatar de forma completa la azarosa vida de Silvio, así como su legado como artista.
En una entrevista realizada por la televisión autonómica andaluza Canal Sur a finales de los ochenta, Silvio cuenta cómo en uno de sus conciertos hizo una maña de jiu-jitsu en tono amistoso al portero de su propio concierto mientras su público se colaba por detrás. Silvio también hace referencia a esta afición por la artes marciales en una entrevista de TVE realizada por Paco Pérez Bryan para el programa Música Golfa en 1989.
Silvio fue un señor muy educado por encima de todo. Era forofo del Sevilla Fútbol Club —más que de ninguna otra cosa—, pero tenía amigos de los dos clubes de fútbol de la ciudad. Uno de sus más famosos temas está dedicado al Real Betis Balompié, y lleva por título Betis. Lo que más le gustaba —aparte de cantar rock— eran las artes marciales, el fútbol, las bebidas alcohólicas en general y el tabaco —casi siempre marca Ducados—; era difícil no verle fumando.
Sus últimos años los pasó casi apartado del mundo y convaleciente de una vida cargada de excesos. Sin embargo, editó su último disco en 1999.

### El final
Falleció el lunes 1 de octubre de 2001 en Sevilla, en el Hospital Virgen del Rocío, por deterioro múltiple a causa del abuso del alcohol y el consumo de tabaco. Muchos conocidos fueron a despedirlo el día de su entierro; entre ellos se encontraban Pive Amador, con quien compartió largas tertulias filosóficas, Kiko Veneno, Luz Casal, Raimundo Amador, Gualberto García, Jesús Quintero, cada uno con una historia que contar sobre el cantante. En Madrid le dedicaron ese mismo año un homenaje de una semana de duración en el local La Boca del Lobo, bajo el título «Solemne Quinario del Rock Sevillano». El homenaje consistió en proyecciones, exposiciones, actuaciones en directo y conferencias a cargo de Diego A. Manrique, entre otros.
En 2006, la ciudad de Sevilla puso una calle en su memoria en el barrio de Los Remedios bajo el nombre «Rockero Silvio». También en Granada hay una calle en su memoria, inaugurada en 2012, con el nombre «Paseo Rockero Silvio Fernández Melgarejo», así como en su pueblo natal, La Roda de Andalucía (Sevilla).

## Discografía

### Estudio
- Al este del Edén (RCA, 1980), con Luzbel
- Barra libre (Polygram, 1984), con Barra Libre
- Fantasía occidental (Senador, 1988), con Sacramento
- En misa y repicando (Senador, 1990), con Sacramento
- A color, to Africa from Manchester (Senador, 1999), con Diplomáticos

### Recopilatorio
- El mito (Senador, 1995), con Sacramento
- Edición especial (Senador, 2005), con Sacramento

## Filmografía
- Vivir en Sevilla (1978, dir. Gonzalo García-Pelayo)
- A la diestra del cielo (2007, dir. Francisco Bech)

## Biografía oficial
El documental de noventa minutos de duración A la diestra del cielo (2007), de Francisco Bech, es el trabajo más completo sobre la figura de Silvio. Se encargó de investigar, descubrir y ofrecer todas las partes de su vida, llena de lagunas antes de este trabajo. Con una gran cantidad de grabaciones inéditas en directo (anteriormente apenas se habían visto imágenes de directos de Silvio, tan solo algunas grabaciones para televisión), material de archivo y numerosas entrevistas que incluyen a su madre Eva, su hijo Sam, Ricardo Pachón, Luz Casal, Alberto García-Alix y El Sevilla, de Mojinos Escozíos, entre muchos otros.
Previo a este documental se editó en 1991 el libro Silvio: Vengo Buscando Pelea, de Alfredo Valenzuela y Pive Amador, con apuntes biográficos y numeroso anecdotario sobre el artista.